# Múscul transvers del nas
El múscul transvers del nas (musculus compressor nasi) és un múscul de la cara. Té una forma aplanada, triangular i és prim. S'estén per la part superior del dors del nas on constitueix una de les dues parts del múscul nasal; se'l considera com una part del nasal. Del dors del nas, on neix, es dirigeix avall cap al solc de l'ala del nas; acaba en la pell i en el múscul mirtiforme.
La seva acció obre l'ala del nas cap amunt i endavant. És dilatador dels narius. Està innervat pel nervi temporofacial.

## Imatges

Posició del múscul transvers del nas (en vermell).
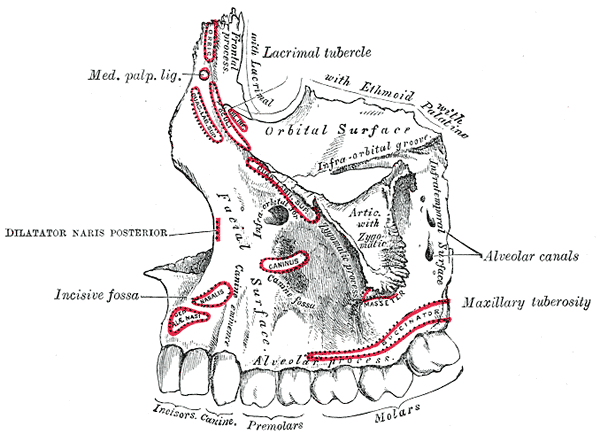
Maxil·lar esquerre. La superfície exterior.